# 아이돌마스터 머스트 송즈
아이돌마스터 머스트 송즈(일본어: アイドルマスター マストソングスPresented by 太鼓の達人, The Idolmaster Must Songs)는 반다이 남코 엔터테인먼트가 2015년 12월 10일에 출시한 플레이스테이션 비타용 리듬 게임이다. 아이돌마스터 시리즈라는 타이틀을 갖지만 이 게임 시스템은 태고의 달인에서 가져왔다. 머스트 송즈는 각기 다른 음악을 보유한 2가지 버전으로 출시된다: 아카반(赤盤, 레드 디스크), 아오반(青盤, 블루 디스크)